# Zeuxia nigricornis
Zeuxia nigricornis är en tvåvingeart som beskrevs av Robineau-desvoidy 1863. Zeuxia nigricornis ingår i släktet Zeuxia och familjen parasitflugor.
Artens utbredningsområde är Frankrike. Inga underarter finns listade i Catalogue of Life.